# JDownloader
JDownloader é um gerenciador de download de código aberto, escrito em Java, que permite o download automático de grupos de arquivos de sites de hospedagem com um clique.
Em 2011, o JDownloader foi substituído por seu sucessor, o JDownloader 2, embora ainda exista suporte para o JDownloader original.

## Licença
Contrariando a licença, o código de partes do programa não são distribuídos. Os desenvolvedores afirmaram que a licença poderá mudar, assim, o programa vai permanecer "aberto", mas receberá uma licença que permita fechar partes do código-fonte.

## Características
- Independente de plataforma (Windows, Linux, Mac, ...)
- Executa no Java 1.5 ou mais recente
- Completamente código aberto (GPL)
- Suporte 24 horas
- Download vários arquivos ao mesmo tempo
- Download com múltiplas conexões
- Um poderoso módulo OCR (JAntiCaptcha)
- Decriptação de pacotes RSDF, CCF e DLC
- Plugins de decriptação de vários serviços. Exemplo: sj.org, UCMS, WordPress, RLSLog...
- Baixa vídeo e MP3 do Youtube, Vimeo, clipfish
- Descompactador automático (se houver senha, você pode inserir a senha para a extração) (Arquivos RAR)
- Suporte a temas
- Multilingual
- Suporta em torno de 110 servidores e mais de 300 plug-ins de decriptação
- Reconecta usando o JDLiveHeaderScripts: (1400 roteadores suportados)
- Atualização pela web
- Gerenciador integrado de pacotes para módulos adicionais. Exemplo: Webinterface, Shutdown